# Chrysosoma vagator
Chrysosoma vagator är en tvåvingeart som beskrevs av Becker 1923. Chrysosoma vagator ingår i släktet Chrysosoma och familjen styltflugor.
Artens utbredningsområde är Kongo. Inga underarter finns listade i Catalogue of Life.